# جودي نان
جودي نان (بالإنجليزية: Judy Nunn)‏ (13 أبريل 1945، برث في أستراليا)؛ كاتِبة، سيناريست، ممثلة وروائية أسترالية.

## روابط خارجية
- جودي نان على موقع IMDb (الإنجليزية)
- جودي نان على موقع أول موفي (الإنجليزية)
- جودي نان على موقع قاعدة بيانات الفيلم (الإنجليزية)
- جودي نان على موقع كينوبويسك (الروسية)